# 感傷/MERMAID
「感傷/MERMAID」（かんしょう／マーメイド）は、2003年8月27日にリリースされた上戸彩の5枚目のシングル。

## 解説
- 前作「MESSAGE/PERSONAL」に続き両A面シングル。
- 本作発売翌日の8月28日は、デビューシングル「Pureness」から1周年にあたる。
- 「感傷」は本人初主演ドラマ『ひと夏のパパへ』の主題歌。
- 初回盤は限定ジャケット仕様。
- リリースイベント参加券封入。

## 収録曲
1. 感傷
作詞・作曲・編曲：PIPELINE PROJECT
TBS系ドラマ『ひと夏のパパへ』主題歌
2. MERMAID
作詞・作曲・編曲：PIPELINE PROJECT
ロッテ「爽」CMソング
3. 感傷 -instrumental-
4. MERMAID -instrumental-

## 収録アルバム
- MESSAGE (#1,2)
- BEST OF UETOAYA -Single Collection- (#1,2)